# Nazan Eckes
 (8 juin 2018).
Le contenu est difficilement compréhensible vu les erreurs de traduction, qui sont peut-être dues à l'utilisation d'un logiciel de traduction automatique.
 (juin 2018).
Si vous disposez d'ouvrages ou d'articles de référence ou si vous connaissez des sites web de qualité traitant du thème abordé ici, merci de compléter l'article en donnant les références utiles à sa vérifiabilité et en les liant à la section « Notes et références ».
Nazan Eckes, née le 9 mai 1976 à Cologne, est une animatrice de télévision, actrice et écrivaine allemande, d'origine turque.

## Biographie
Nazan Eckes est la fille d'immigrants turcs d'Eskişehir.

### Carrière
Après avoir obtenu son Abitur en 1995 à Leverkusen, Eckes a effectué un stage de 18 mois à la chaîne musicale VIVA où elle a été engagée en 1998. De 1998 à 1999, elle a été pigiste pour le journal local turc Haftalık Posta.  En 1999, elle a repris la modération du magazine local Guten Abend RTL. Pour RTL West, elle a présenté la météo à partir de 2000 et a également travaillé comme reporter pour le magazine local. À partir de janvier 2001, elle a animé RTL II News. Avec Kai Ebel, elle a également animé le magazine Formel Exclusiv.
À partir de 2004, Eckes était présentatrice à Life! - Le désir de vivre. Elle a également repris la modération de Bosporus Trend et la revue annuelle de RTL II. Avec Hape Kerkeling elle a présenté en 2006 et 2007 Let's Dance, 2010 aux côtés de Daniel Hartwich.
Depuis 2005, Eckes a présenté Explosive Weekend le samedi, le numéro hebdomadaire du magazine RTL Explosiv. De 2007 à 2009, elle a été présentatrice de RTL-Mittagsmagazin Punkt 12. En collaboration avec Oliver Geissen, Eckes a animé les Echo Awards 2008.
Dans son livre Good Morning, Occident, elle décrit sa vie dans une famille immigrée[réf. souhaitée]. Dans une interview, elle a répondu à la question de savoir si elle avait toujours sauté entre deux mondes: Il est impossible, si l'on grandit dans deux cultures, de s'engager[réf. souhaitée].
Eckes a présenté deux épisodes pilotes du jeu The Cube - Defeat the cube !, qui ont été diffusés le 29 avril 2011 et le 10 juin 2011 en Allemagne sur RTL.
Ecke a animé le Prix de la télévision allemande en 2011 avec Marco Schreyl.
En 2013, elle a coorganisé avec Raúl Richter la dixième saison de Deutschland Sucht Den Superstar et en juin avec Marco Schreyl The Pool Champions - célébrités sous l'eau. En 2014, elle a accueilli seule la onzième saison de DSDS, après quoi elle a été remplacée par Oliver Geissen.
Nazan Eckes est membre du conseil consultatif de l'Office fédéral des migrations, des réfugiés et de l'intégration depuis 2011. En mars 2012, elle a reçu le prix Plattino pour les services aux relations germano-turques. 
En outre, Nazan Eckes s'est engagée à des fins caritatives, depuis octobre 2010, elle est l'égérie de la Maison Ronald McDonald de Cologne. En tant qu'ambassadrice de la base de données allemande sur les donneurs de moelle osseuse (DKMS), elle veut convaincre les Turcs en particulier du don de cellules souches. En 2011, il était exposé sur des affiches DKMS dans toute l'Allemagne ; depuis lors, elle est utilisée comme un témoignage dans les publicités imprimées. En tant qu'ambassadrice à la lecture de la Stiftung Lesen, elle fait notamment de la publicité dans des spots télévisés de RTL.
Le 24 juillet 2017, RTL a annoncé que Nazan Eckes participerait à la 11ème saison de Das Supertalent dans le jury.
Le 14 février 2018, elle remplace Steffen Hallaschka qui était souffrant.
Le 26 février 2018 et le 5 mars 2018, elle a présenté Extra - le magazine, car Birgit Schrowange avait annulé pour cause de maladie.

### Vie privée
De 2000 à 2007, elle est mariée avec l'entrepreneur publicitaire Claus Eckes. Le 30 juin 2012, elle a épousé le peintre autrichien Julian Khol, fils de l'homme politique autrichien ÖVP Andreas Khol. Le couple est devenu parents d'un garçon le 3 octobre 2014. Le deuxième fils est né le 21 novembre 2016.

## Animation
- 1999 : Wettermoderation bei Guten Abend RTL : Animatrice[7]
- 2000 : Wettermoderation bei RTL West : Animatrice
- 2001 : RTL II News : Animatrice
- 2002-2008 : Formel Exclusiv : Animatrice
- 2004 : Life! – Die Lust zu leben : Animatrice
- 2004 : Bosporus Trend : Animatrice
- 2004 : RTL II Jahresrückblick
- Depuis 2005 : Explosiv-Weekend : Animatrice
- 2006-2010 : Let’s Dance (en) : Jury
- 2007-2009 : Punkt 12 : Animatrice
- 2008 : Echo-Verleihung : Animatrice
- 2011 : The Cube – Besiege den Würfel! : Animatrice
- 2011 : Deutscher Fernsehpreis :  Animatrice
- 2013-2014 : Deutschland sucht den Superstar : Présentatrice
- 2013 : Die Pool Champions – Promis unter Wasser : Animatrice
- Depuis 2016 : Dance Dance Dance : Jury
- 2016 : Das große Erziehungsexperiment (RTL) : Animatrice
- 2017 : Das Supertalent : Jury

## Livres
- 2010 : Guten Morgen, Abendland: Almanya und Türkei - eine Familiengeschichte[8]

## Filmographie
- 2007 : Crazy Race 3 – Sie knacken jedes Schloss